# Luis Caballero Holguín
Luis Caballero Holguín (Bogotá, 27 de agosto de 1943 - Bogotá, 19 de junio de 1995) fue un pintor y dibujante colombiano considerado como una de las figuras más importantes del arte colombiano. El Premio Luis Caballero, premio de artes plásticas más importante de Colombia lleva su nombre.

## Biografía
Luis Caballero Holguín nació en Bogotá, el 27 de agosto de 1943, en el seno de una familia aristocrática de la ciudad.
En 1961 inició sus estudios en Bellas Artes en la Universidad de los Andes en Colombia allí reconoció la influencia que en su obra ejercieron el pintor Juan Antonio Roda y su maestra la artista Marta Traba. En 1963 viajó a Francia donde ingresó a la Académie de la Grande Chaumière de París allí vivió por varios años.
En este periodo dijo sentirse influenciado por la obra de De Kooning y la de Bacon. En 1968 obtuvo el primer premio de la I Bienal de Medellín, ese mismo año Luis Caballero se radicó definitivamente en París. Desde 1970 su obra comenzó a observar la historia del arte; esta inclinación se destacó en 1973 en una muestra en la ciudad de Bogotá: con una clara referencia al Renacimiento.
Regresó a Bogotá en 1995 con ocasión de una exposición de una serie de dibujo en la Biblioteca Luis Ángel Arango, el 19 de junio falleció a los 52 años de edad. Pese a que se declaró como la causa de su muerte un síndrome cerebeloso, sus amigos cercanos relatan que en sus últimos años estuvo gravemente delgado, demacrado y deteriorado físicamente, lo que alimenta la versión de que murió por complicaciones derivadas del SIDA.

### Obra
La obra y pintura de Luis Caballero es expresionista. En sus obras se caracterizó por expresar el cuerpo humano mediante la pintura de desnudos, especialmente masculinos de fuerte contenido erótico. Desde el comienzo su trabajo ha sido figurativo, pero al principio sus personajes eran muy esquemáticos y definidos por una línea gruesa. Los cuerpos, representados por Caballero, son individuales o en pareja, en esta segunda opción, son representados enlazados o enfrentados, en una especie de fatalismo sexual. 
En cambio los cuerpos solitarios, se muestra inertes y representando el desnudo y la soledad  más como sufrimiento por encima del goce. A tener en cuenta en la obra de Luis Caballero es la impregnación moral de cada una de las obras: cuerpos castigados, flagelados y enfrentados. Todas ellas siempre con un gran lenguaje propio muy adelantado para su época.

## Familia
Luis Caballero era hijo del periodista y escritor Eduardo Caballero Calderón Swann, y de Isabel Holguín Dávila, siendo sus hermanos Antonio, María del Carmen y Beatriz.
Su padre era hijo del periodista y militar Lucas Caballero Barrera, y hermano del también periodista Lucas Caballero Calderón, Klim. Su padre y tío eran primos de los escritores Luis Eduardo y Agustín Nieto Caballero, quienes a su vez eran primos de la también periodista Cecilia Caballero Blanco, quien estaba casada con el político y abogado Alfonso López Michelsen, este último hijo del expresidente Alfonso López Pumarejo.
Su madre, por su parte, era nieta del expresidente Carlos Holguín Mallarino y de Margarita Caro; sobrina nieta del expresidente Miguel Antonio Caro y del expresidente Jorge Holguín Mallarino; y sobrina bisnieta del expresidente Manuel María Mallarino.